# トーレ・カハ・マドリッド
トーレ・カハ・マドリッド(Torre Caja Madrid)は、スペインのマドリードのCTBAにある超高層ビル。高さ250mでスペインで最も高いビルである。

## 概要
マドリードのCTBA地区(Cuatro Torres Business Area)に2008年に完成した。高さ250m、45階建てで、同じCTBAに同じ年に完成したトーレ・デ・クリスタル（249.5m。設計はシーザー・ペリ)を抜いて、スペインで最も高いビルとなった。CTBA地区は、この2つの超高層ビルの他にトーレ・エスパシオ（236m)、トーレ・サシール・バジェエルモーソ（236m）という4つの超高層ビルが建設された新しいビジネス街である。
設計は、イギリスのノーマン・フォスター。当初、レプソル YPFが本社ビルとして計画したため「トーレ・レプソル」という名前であったが、建設中にレプソルは本社を別の場所に建設することを決定、ビルを金融機関の「カハ・マドリッド」に売却したため、現在の名前で完成した。